# Aldo Mores
Aldo Andrés Mores (Villa Valeria, 17 de enero de 1982) es un exfutbolista argentino que se desempeñaba como defensor. Se retiró en el año 2009.

## Trayectoria
Marcador central y figura de las inferiores, integró un plantel sub-19 xeneize que estuvo en Suiza y luego anduvo por China, en mayo de 2001, junto a Adrián Guillermo, Martín Andrizzi y Juan Manuel Aróstegui, Silvio Dulcich, Nicolás Xicoy, Guillermo Valdez, Federico Pignata y Federico Carballo.
A su vuelta, Carlos Bianchi lo hizo entrenar varias veces con los grandes, lo llevó al banco de Primera en la última fecha del Torneo Clausura 2001 (empate 1 a 1 con Estudiantes).
Sin embargo, la buena imagen que había dejado en su aventura europea le abrió las puertas del Lucerna suizo, se lo probó junto a Julio Alcorsé en agosto de 2001.
Como no tenía muchas oportunidades decidió irse, pasó por el Persija de Indonesia, el Selangor de Malasia y el Club Bolívar de Bolivia (2005/06), donde vivió buenas y malas.
En septiembre de 2006 viajó a Rumania y jugó en el Otelul Galati. En 2007 firmó para el Club Deportivo Universidad de San Martín de Porres.

## Clubes
| Club                   | País            | Año         |
| ---------------------- | --------------- | ----------- |
| Boca Juniors           | Argentina       | 2000 - 2002 |
| Persija Jakarta        | Indonesia       | 2003        |
| Selangor FA            | Malasia         | 2004        |
| Club Bolívar           | Bolivia         | 2005 - 2006 |
| Universidad San Martín | Perú            | 2007        |
| FK Viktoria Žižkov     | República Checa | 2007        |
| FC ViOn Zlaté Moravce  | Eslovaquia      | 2008 - 2009 |